# Hain (Kleinfurra)

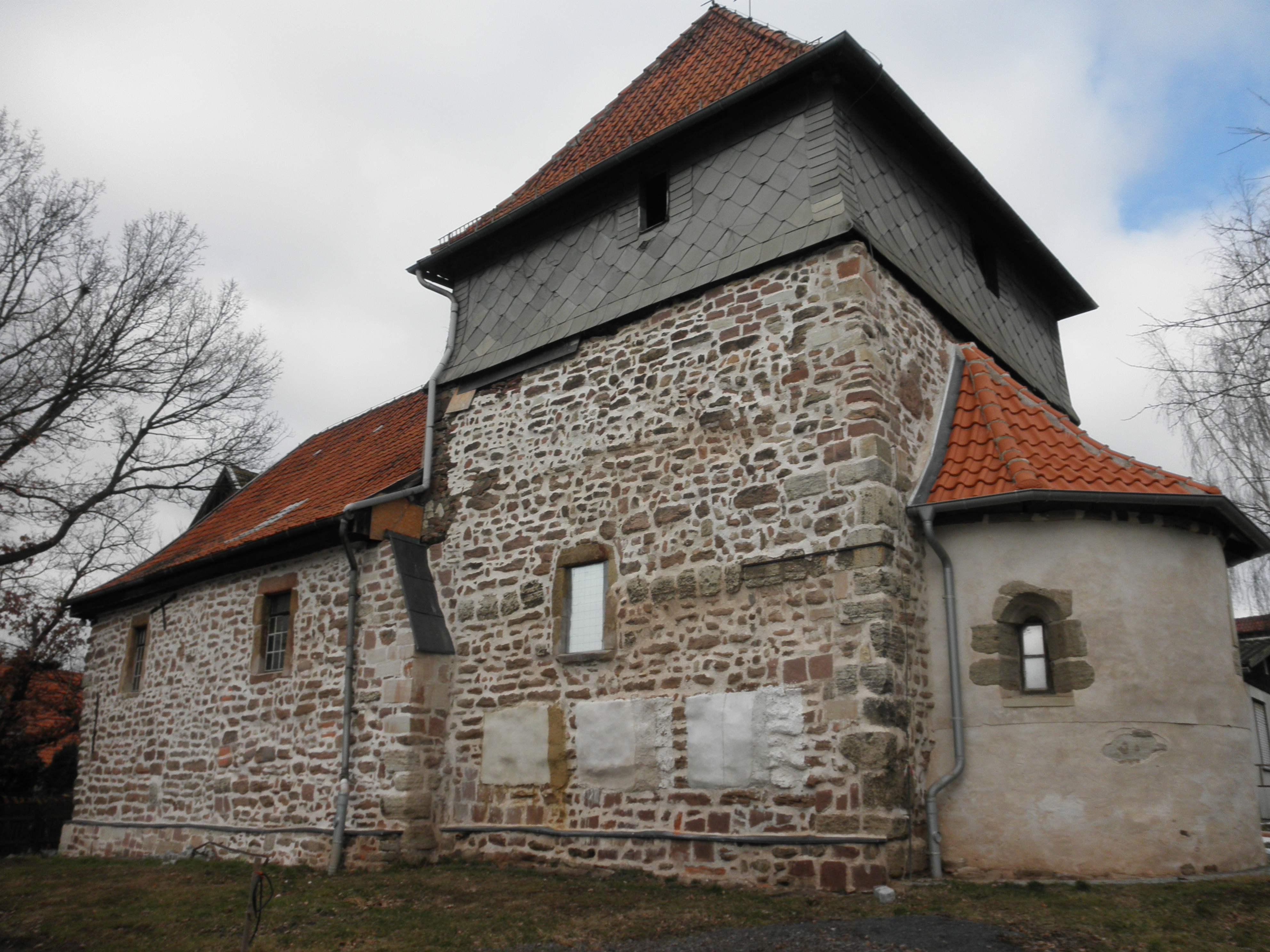
Kirche in Hain

Hain ist ein Ortsteil von Kleinfurra im Landkreis Nordhausen in Thüringen.

## Lage
Hain liegt am westlichen Ende des Höhenzuges Windleite, der sich über Sondershausen bis hoch nach Hain zieht. Die Bundesstraße 4 nutzt die allmähliche natürliche Steigung und zweigt auf der Anhöhe bei Hain nach Norden Richtung Nordhausen ab. In der Rechtskurve beginnt die Landesstraße 2083, die unten im Tal der Wipper die Landesstraße 1034 kreuzt. Unwegsame Hänge sind bewaldet, die anderen Flächen werden landwirtschaftlich genutzt.

## Geschichte
Am 18. Mai 876 wurde der Ort erstmals urkundlich genannt. 250 Personen wohnen im landwirtschaftlich geprägten Ortsteil.
Die Filialkirche von Hain ist eine romanische Saalkirche aus dem 13. Jahrhundert mit Chorturm und eingezogener halbrunder Apsis.

## Sehenswürdigkeiten
- Dorfkirche Hain

## Verein
- Hainer Kirmesgesellschaft e. V.